# Ricardinho (calciatore 1998)
Ricardinho, pseudonimo di Ricardo Jorge Oliveira António (Porto, 6 agosto 1998), è un calciatore portoghese, centrocampista del Santa Clara.

## Caratteristiche tecniche
È un trequartista.

## Carriera
Cresciuto nel settore giovanile dell'Santa Clara, debutta in prima squadra il 22 luglio 2021 in occasione dell'incontro dei preliminari di UEFA Europa Conference League vinto 3-0 contro lo Shkupi.

## Statistiche

### Presenze e reti nei club
Statistiche aggiornate al 31 luglio 2021.
| Stagione        | Squadra         | Campionato      | Campionato | Campionato | Coppe nazionali | Coppe nazionali | Coppe nazionali | Coppe continentali | Coppe continentali | Coppe continentali | Altre coppe | Altre coppe | Altre coppe | Totale | Totale |
| Stagione        | Squadra         | Comp            | Pres       | Reti       | Comp            | Pres            | Reti            | Comp               | Pres               | Reti               | Comp        | Pres        | Reti        | Pres   | Reti   |
| --------------- | --------------- | --------------- | ---------- | ---------- | --------------- | --------------- | --------------- | ------------------ | ------------------ | ------------------ | ----------- | ----------- | ----------- | ------ | ------ |
| 2021-2022       | Santa Clara     | PL              | 4          | 0          | CP+CdL          | 0+1             | 0               | UECL               | 5                  | 0                  |             | -           | -           | 10     | 0      |
| Totale carriera | Totale carriera | Totale carriera | 4          | 0          |                 | 1               | 0               |                    | 5                  | 0                  |             | -           | -           | 10     | 0      |

## Palmarès

### Club

#### Competizioni nazionali
- Liga Portugal 2: 1

Santa Clara: 2023-2024